# Saison 5 de Babylon 5
Chronologie
Saison 4 2267, ultime croisade
Cet article présente le guide de la cinquième saison de la série télévisée américaine Babylon 5.

## Synopsis
L'Armée de la Lumière a remporté une grande victoire contre les Ombres, et à la suite de la création de l'Alliance interstellaire, la paix semble enfin revenue dans la galaxie. Malheureusement, si les Ombres ont été chassées de la Voie Lactée, leur influence néfaste persiste en la forme des Drakhs, leurs disciples les plus puissants, qui sont prêts à tout pour relancer une guerre d'ampleur galactique.

## Distribution

### Acteurs principaux
- Bruce Boxleitner (VF : Bruno Carna) : Président John Sheridan, président de l'Alliance Interstellaire
- Tracy Scoggins (VF : Françoise Cadol) : Capitaine Elizabeth Lochley, commandante de Babylon 5
- Jerry Doyle (VF : Georges Caudron) : Michael Garibaldi, Directeur des Renseignements de l'Alliance Interstellaire
- Richard Biggs (VF : Bertrand Liebert) : Dr Stephen Franklin, médecin-chef de la station
- Mira Furlan (VF : Véronique Augereau) : Ambassadrice Delenn de la Fédération Minbarie
- Andreas Katsulas (VF : Jean-Pierre Leroux) : Abassadeur G'Kar du Régime Narn
- Peter Jurasik (VF : Gilbert Levy) : Ambassadeur, puis Premier Ministre, puis Empereur Londo Mollari de la République Centaurie

### Acteurs récurrents
- Bill Mumy (VF : Serge Faliu) : Ranger Lennier
- Stephen Furst (VF : Daniel Lafourcade) : Ambassadeur Vir Cotto de la République Centaurie
- Jeff Conaway (VF : Patrick Borg) : Major Zack Allan, chef de la sécurité de la station
- Patricia Tallman (VF : Marie-Laure Beneston) : Lyta Alexander, télépathe commerciale du Corps Psi
- Joshua Cox : Lieutenant David Corwin, commandant en second de Babylon 5
- Marianne Robertson : Technicienne du Dôme de Commande

### Invités
- Robin Atkin Downes (VF : Stéphane Ronchewski) : Byron Gordon, chef d'une colonie de télépathe
- Walter Koenig (VF : Philippe Peythieu) : Alfred Bester, Agent Spécial du Corps Psi
- Mary Kay Adams (en) (VF : Anne Ludovik) : Na'Toth, attachée diplomatique de G'Kar
- Ed Wasser (en) (VF : Jean-François Aupied) : M. Morden, émissaire des Ombres
- Wayne Alexander : Shiv'kala, agent des Drakhs

## Épisodes

### Épisode 1:Pas de Compromis
- États-Unis : 21 janvier 1998

- Anthony Crivello (Major John Clemens)
- Robin Atkin Downes (Byron Gordon)
- Joshua Cox (Lieutenant David Corwin)

### Épisode 2:Révélations
- États-Unis : 28 janvier 1998

- Ross Kettle (Ruell)

### Épisode 3:L'Animal idéal
- États-Unis : 4 février 1998

- Robin Atkin Downes (Byron Gordon)
- Tony Abatemarco (Verchan)
- Kim Strauss (Ambassadeur Vizak)
- Daniel Bryan Cartmell (Merkat)
- Bart Johnson (Ranger)

### Épisode 4:Un point de vue personnel
- États-Unis : 11 février 1998

- Robin Atkin Downes (Byron Gordon)
- Joshua Cox (Lieutenant David Corwin)
- Raymond O'Connor (Mack)
- Lawrence LeJohn (Bo)

### Épisode 5:Meurtres à la chaîne
- États-Unis : 18 février 1998

- Nathan Anderson (Rastenn)
- Turhan Bey (Turval)
- Brendan Ford (Tannier)
- Trevor Goddard (Trace)
- Brian McDermott (Durhan)
- Erica Ortega (Cynthia Teegarden)

### Épisode 6:Relations étranges
- États-Unis : 25 février 1998

- Robin Atkin Downes (Byron Gordon)
- Walter Koenig (Alfred Bester)
- Joshua Cox (Lieutenant David Corwin)

### Épisode 7:Secrets de l’âme
- États-Unis : 4 mars 1998

- Robin Atkin Downes (Byron Gordon)
- Jana Robbins (Ambassadrice Miziri Tal)
- Fiona Dwyer (Attachée diplomatique Kirrin)
- Jack Hannibal (Peter)
- Stuart McLean (Carl)
- William Scudder (Capitaine Drazi)

### Épisode 8:Le Jour des morts
- États-Unis : 11 mars 1998

- Penn Jillette (Rebo)
- Teller (Zooty)
- Harlan Ellison (Zooty) (Voix)
- Bridget Flanery (Zoe)
- Marie Marshall (1re classe Elizabeth "Dodger" Durman)
- Fabiana Udenio (Adira Tyree)
- Ed Wasser (M. Morden)
- Joshua Cox (Lieutenant David Corwin)
- Jonathan Chapman (Ambassadeur Brakiri)

### Épisode 9:La Révolte des télépathes
- États-Unis : 18 mars 1998

- Robin Atkin Downes (Byron Gordon)
- Damian London (Régent Milo Virini)
- Neil Hunt (Ministre du Protocole Vitari)
- Francis X. McCarthy (Ministre d'État Vole)
- Ian Ogilvy (Lord Jano)

### Épisode 10:Le Crépuscule des télépathes
- États-Unis : 25 mars 1998

- Robin Atkin Downes (Byron Gordon)
- Walter Koenig (Alfred Bester)
- Julie Caitlin Brown (Na'Toth)
- Leigh J. McCloskey (Thomas)
- Kimm Strauss (Ambassadeur Vizak)
- Caroline Ambrose (Lara)

### Épisode 11:La Renaissance du Phénix
- États-Unis : 1er avril 1998

- Robin Atkin Downes (Byron Gordon)
- Walter Koenig (Alfred Bester)
- Leigh J. McCloskey (Thomas)
- Jack Hannibal (Peter)
- Caroline Ambrose (Lara)

### Épisode 12:Au bord de l’abîme
- États-Unis : 8 avril 1998

- Marshall Teague (Ta'Lon)
- John Castellanos (Tafiq Azir)
- Mirron E. Willis (Brannagan)

### Épisode 13:Le corps est le père, le corps est la mère
- États-Unis : 15 avril 1998

- Walter Koenig (Alfred Bester)
- Dana Barron (Recrue Lauren Ashley)
- Reggie Lee (Recrue Chen Hiraku)
- Mike Genovese (Directeur Adjoint Drake)
- Dex Elliot Sanders (Jonathan Harris)
- Mike Genovese (Bryce)

### Épisode 14:Méditation en apesanteur
- États-Unis : 27 mai 1998

- Ron Campbell (Ambassadeur Drazi)
- Martin East (Findell)
- Richard Yniguez (Capitaine Enrique Montoya)
- Carl Ciarfalio (Vendeur Drazi)

### Épisode 15:La Montée des ténèbres
- États-Unis : 3 juin 1998

- Denise Gentile (Lise Hampton-Edgars)
- Thomas MacGreevy (Ministre de la Défense Cholini)
- Richard Yniguez (Capitaine Enrique Montoya)

### Épisode 16:La Flamme de la vie
- États-Unis : 10 juin 1998

- Thomas MacGreevy (Ministre de la Défense Cholini)
- Kim Strauss (Ambassadeur Vizak)
- Jonathan Chapman (Ambassadeur Brakiri)

### Épisode 17:Guerre et ombre
- États-Unis : 17 juin 1998

- Wayne Alexander (Shiv'kala)
- Damian London (Régent Milo Virini)
- Thomas MacGreevy (Ministre de la Défense Cholini)
- Joshua Cox (Lieutenant David Corwin)
- Josh Clark (Général Kulomani)
- Bart McCarthy (Général Daro)
- Robin Sachs (Général Na'Tok)

### Épisode 18:La Chute de Centauri1er
- États-Unis : 28 octobre 1998

- Wayne Alexander (Shiv'kala)
- Damian London (Régent Milo Virini)
- Robin Sachs (Général Na'Tok)

### Épisode 19:La Spirale infernale
- États-Unis : 4 novembre 1998

- Denise Gentile (Lise Hampton-Edgars)

### Épisode 20:Préparatifs de départ
- États-Unis : 11 novembre 1998

- Denise Gentile (Lise Hampton-Edgars)
- James Hornbeck (Casey)
- Marjorie Monaghan (Tessa Halloran)

### Épisode 21:Le Grand Départ
- États-Unis : 18 novembre 1998

- Marshall Teague (Ambassadeur Ta'Lon)
- Jennifer Balgobin (Dr Lillian Hobbs)
- Marjorie Monaghan (Tessa Halloran)
- Joshua Cox (Lieutenant David Corwin)
- Maggie Egan (Journaliste ISN)

### Épisode 22:L’Aube au crépuscule
- États-Unis : 25 novembre 1998

- Wayne Alexander (Lorien)
- David Wells (Commandant William Nils)
- Sharon Annett (Mary)

- Cet épisode conclut la série.
- Joseph Michael Straczynski joue le rôle du technicien qui ferme la station.